# Rechtstaartdrongokoekoek
De rechtstaartdrongokoekoek (Surniculus lugubris) is een vogel uit de familie Cuculidae (koekoeken).

## Verspreiding en leefgebied
Deze soort komt voor van de noordwestelijke Himalaya tot zuidoostelijk China en zuidelijk tot het Maleisische Schiereiland, de Grote Soenda-eilanden en Palawanen telt drie ondersoorten:
- S. l. barussarum: oostelijk India, noordelijk Myanmar, noordelijk Thailand, noordelijk Indochina, Yunnan en Hainan.
- S. l. brachyurus: van de noordwestelijk Himalaya tot Maleisië, Sumatra, Borneo en Palawan.
- S. l. lugubris: Java en Bali.